# Джангишиев, Гаджи Магомедович
Гаджи Магомедович Джангишиев (7 июля 1985, Махачкала, Дагестанская АССР, РСФСР, СССР) —  российский спортсмен, специализируется по ушу, чемпион России, призёр Кубка мира.

## Биография
Ушу-саньда начал заниматься в 2000 году. Занимался в Махачкалинском спортивном клубе «Возрождение» у тренера Багаутдина Чаптиева. В 2008 году стал чемпионом России и обладателем бронзовой медали на Кубке мира. 3 октября 2009 года провёл один бой по ММА, в котором проиграл Магомедрасулу Хасбулаеву.

## Спортивные достижения
- Чемпионат России по ушу 2008 — ;
- Кубок мира по ушу 2008 — ;

## Личная жизнь
В 2001 году окончил школу № 30 в Махачкале.